# Sigfrid Ewald
Sigfrid Birger Ewald, född 12 september 1877 i Råå i Raus församling, död 21 november 1949 i Helsingborg, var en svensk stadsplanerare och förste stadsingenjör i Helsingborg.

## Biografi
Ewald utbildade sig på Chalmers tekniska högskola i Göteborg och arbetade 1898–1899 i Varberg. Han flyttade sedan tillbaka till föräldrahemmet och började sin yrkesbana vid byggnadskontoret i Helsingborg. Där utnämndes han 1904 till tillförordnad stadsingenjör och blev ordinarie innehavare av denna befattning 1906. År 1905 utlystes en stor stadsplanetävling i Helsingborg på initiativ av den inflytelserike ordföranden i stadsfullmäktige, konsul Nils Persson, som även var stadens största enskilda jordägare. Tillsammans med arkitekt Torben Grut lämnade Ewald in förslaget Framtids-staden, som i utlåtandet i februari 1906 erhöll tredje pris. Ewald kom efter tävlingen att, tillsammans med Grut och stadsingenjören i Malmö, major Anders Nilsson, utarbeta en stadsplan med utgångspunkt från förslagen i tävlingen. I samband med detta utnämndes han till ordinarie stadsingenjör. Under sin tid kom Ewald att få stort inflytande över Helsingborgs planering, då han var verksam under en kraftig expansiv period i stadens historia. Han var involverad i utformningen av flera stadsdelar med planer som ofta fångade upp tidens ideal, både sitteanska strömningar, idéerna med trädgårdsstäder och mer klassicistiska ideal, vilket gav Helsingborg en mer genomtänkt karaktär. Han var även verksam utanför Helsingborgs gränser och upprättade 1914–1915 en stadsplan för Trelleborg och planerade bland annat gruvsamhället Nyvång.
När förslaget om ett konserthus i Helsingborg sakta växte fram utarbetade Ewald ett program för området som lade grunden för den tävling som utlystes 1925. Tävlingen kom att vinnas av stockholmsarkitekten Sven Markelius och Helsingborgs konserthus stod klart 1932, som Sveriges första monumentalbyggnad i den nya funktionalistiska stilen. År 1932 erhöll Ewald titeln förste stadsingenjör samtidigt som modernismen fick sitt genomslag inom stadsplaneringen. Även om Ewalds planer under denna tid anpassades efter modernistiska idéer som zonindelning och funktionsanalys, var han dock ingen renodlad modernist. År 1942 gick han i pension efter över 40 år inom Helsingborgs stadsplanering.
Förutom sitt stadsplanearbete var Ewald mycket intresserad av sin hembygd och staden Helsingborgs historia. Han var aktiv i utvecklingen av Helsingborgs stadsmuseum och övertog ordförandeskapet efter konsul Oscar Trapps död 1916. Han kom att sitta i museiföreningens styrelse i mer än 30 år. Han samarbetade med bland annat museiintendenten Torsten Mårtensson och arkitekten Gustav Wilhelmsson Widmark i att ta stor hänsyn till stadens historiska karaktär vid planearbetet. Han var även medlem i Gillet Gamla Helsingborg, som skapades 1928. Han kom även att skriva flera böcker med beskrivningar av Helsingborg och 1949 tilldelades han Helsingborgsmedaljen. Ewald är begravd på Pålsjö kyrkogård.